# Otto Abt (Beamter)

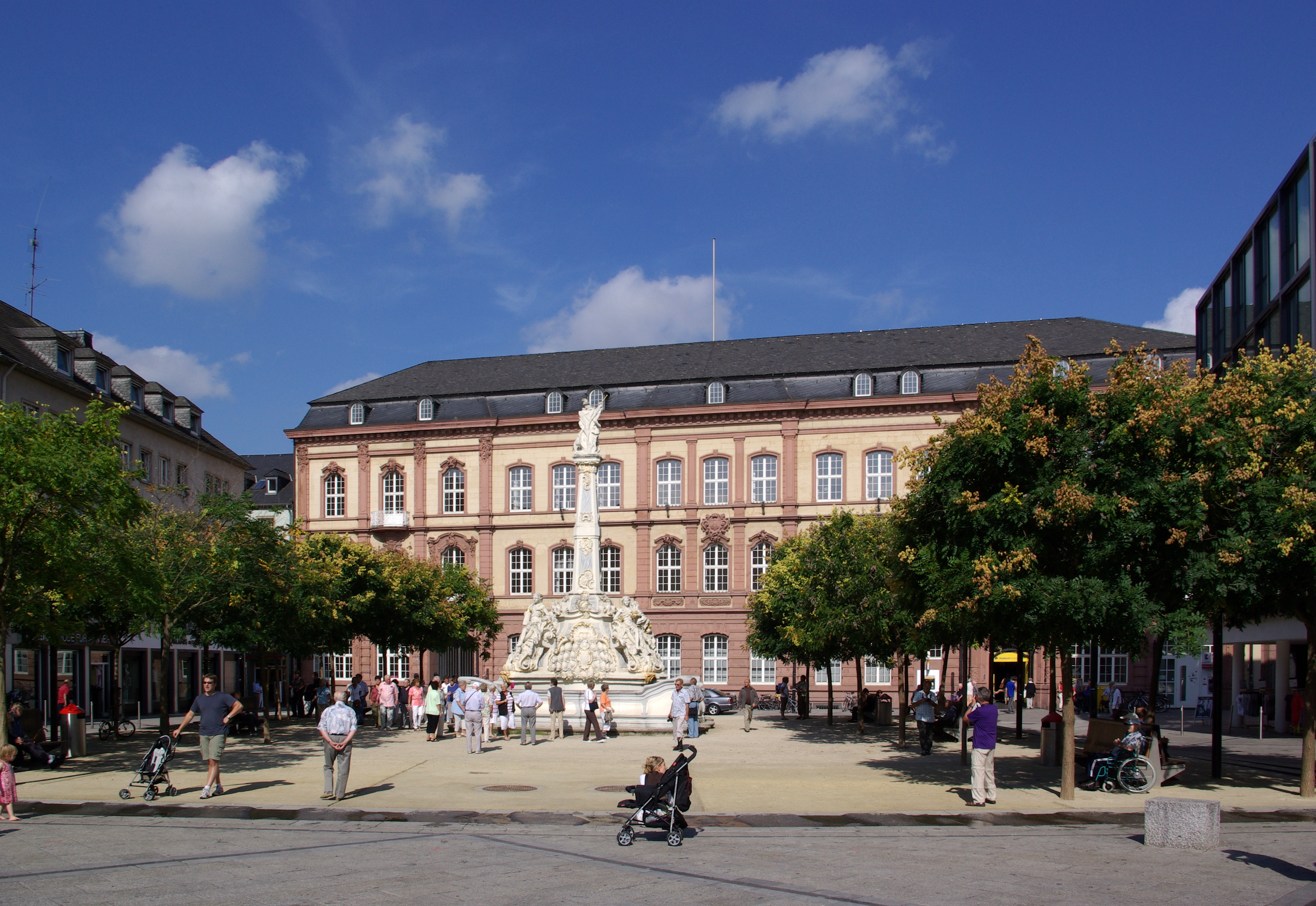
Posthof in Trier – Wirkungsstätte von Otto Abt

Otto Abt (* 18. Oktober 1874 in Mainz; † 2. Juni 1954 in Wiesbaden) war ein deutscher Beamter. Er war Präsident der Deutschen Reichspostdirektion in Trier, die ihren Sitz im dortigen Posthof hatte.

## Leben
Abt, katholischen Glaubens, besuchte das Gymnasium in Mainz. Später wurde er in Trier zum Präsident der dortigen Reichspostdirektion ernannt. Diese Funktion hatte er noch im Jahre 1935 inne. Er war NSRB-Mitglied und zuvor des BNSDJ.